# Голубич (Оброваць)
Голубич (хорв. Golubić) — населений пункт у Хорватії, у Задарській жупанії, у складі міста Оброваць.

## Населення
Населення за даними перепису 2011 року становило 132 осіб.
Динаміка чисельності населення поселення:

## Клімат
Середня річна температура становить 13,23 °C, середня максимальна – 27,38 °C, а середня мінімальна – -0,80 °C. Середня річна кількість опадів – 960 мм.
| Клімат поселення                              | Клімат поселення | Клімат поселення | Клімат поселення | Клімат поселення | Клімат поселення | Клімат поселення | Клімат поселення | Клімат поселення | Клімат поселення | Клімат поселення | Клімат поселення | Клімат поселення | Клімат поселення |
| Показник                                      | Січ.             | Лют.             | Бер.             | Квіт.            | Трав.            | Черв.            | Лип.             | Серп.            | Вер.             | Жовт.            | Лист.            | Груд.            |                  |
| Середній максимум, °C                         | 8,91             | 9,88             | 12,95            | 16,52            | 21,27            | 25,08            | 27,38            | 27,10            | 22,71            | 18,00            | 12,63            | 9,42             |                  |
| Середня температура, °C                       | 4,06             | 5,03             | 8,11             | 11,67            | 16,42            | 20,21            | 23,39            | 23,11            | 18,72            | 14,01            | 8,64             | 5,44             |                  |
| Середній мінімум, °C                          | −0,8             | 0,18             | 3,24             | 6,81             | 11,56            | 15,36            | 19,39            | 19,11            | 14,72            | 10,01            | 4,64             | 1,44             |                  |
| Норма опадів, мм                              | 77               | 71               | 76               | 84               | 73               | 67               | 46               | 58               | 95               | 103              | 115              | 95               |                  |
| Середньомісячна швидкість вітру, м/с          | 2.09             | 2.24             | 2.46             | 2.42             | 2.14             | 1.95             | 1.96             | 1.82             | 1.92             | 1.98             | 2.32             | 2.30             |                  |
| Середньомісячна сонячна радіація, кДж/м²·день | 5000             | 7700             | 11331            | 15956            | 19988            | 22410            | 24047            | 21028            | 15513            | 9899             | 5401             | 4263             |                  |
| --------------------------------------------- | ---------------- | ---------------- | ---------------- | ---------------- | ---------------- | ---------------- | ---------------- | ---------------- | ---------------- | ---------------- | ---------------- | ---------------- | ---------------- |
| Джерело:                                      |                  |                  |                  |                  |                  |                  |                  |                  |                  |                  |                  |                  |                  |